# Morti il 9 agosto
| Questa pagina contiene informazioni ricavate automaticamente dalle voci biografiche con l'ausilio del template Bio e di un bot. L'aggiornamento è periodico e automatico e ricostruisce completamente la pagina. Se manca una persona in questa lista, sei pregato di non aggiungerla, ma accertati piuttosto che la sua voce biografica contenga il template Bio e che i dati anagrafici siano correttamente compilati. Se il template Bio manca, inseriscilo tu stesso o, in alternativa, metti l'avviso {{tmp\|Bio}} che ne segnala la mancanza. Se i dati riportati sono sbagliati, correggi direttamente la voce biografica; le modifiche saranno visibili in questa lista entro pochi giorni. Per chiarimenti vedi il progetto biografie. La lista contiene solo le 507 persone che sono citate nell'enciclopedia e per le quali è stato implementato correttamente il template Bio. Pagina aggiornata al 17 ago 2025. |

## I secolo a.C.(1)
- 48 a.C. - Gaio Crastino, centurione romano (n. 85 a.C.)

## III secolo(1)
- 258 - Romano martire, militare romano

## IV secolo(3)
- 378 - Sebastiano, generale romano
- 378 - Traiano, generale romano
- 378 - Valente, imperatore romano (n. 328)

## VII secolo(1)
- 677 - Costantino I di Costantinopoli, arcivescovo bizantino

## IX secolo(2)
- 803 - Irene d'Atene, imperatrice bizantina
- 833 - Al-Maʾmūn, califfo (n. 786)

## X secolo(1)
- 975 - Burcardo I di San Gallo, abate tedesco

## XI secolo(4)
- 1048 - Papa Damaso II, papa e vescovo tedesco
- 1050 - Nicola di Stilo, religioso italiano
- 1067 - Maurilio di Rouen, arcivescovo francese
- 1078 - Pietro I di Savoia, conte

## XII secolo(5)
- 1107 - Horikawa, imperatore giapponese (n. 1079)
- 1122 - Kuno di Urach, cardinale tedesco
- 1134 - Gilberto l'Universale, vescovo britannico
- 1157 - Canuto V di Danimarca, sovrano danese
- 1173 - Najm al-Din Ayyub, militare e politico curdo

## XIII secolo(7)
- 1202 - Jakuren, poeta giapponese (n. 1139)
- 1204 - Maria di Champagne, sovrana francese (n. 1174)
- 1211 - Guglielmo de Braose, IV signore di Bramber, nobile britannico
- 1250 - Eric IV di Danimarca, re danese (n. 1216)
- 1250 - Guillaume de Talliante, cardinale francese
- 1284 - Giacomo di Castiglia, principe (n. 1267)
- 1296 - Ugo di Brienne, conte (n. 1240)

## XIV secolo(2)
- 1322 - Giovanni della Verna, francescano e presbitero italiano (n. 1259)
- 1373 - Ibrahim Shah di Kedah, sultano malese

## XV secolo(4)
- 1420 - Pierre d'Ailly, cardinale, teologo e filosofo francese (n. 1350)
- 1449 - Walter Hungerford, I barone Hungerford, nobile e militare britannico (n. 1378)
- 1460 - Alfonso di Braganza, nobile (n. 1402)
- 1492 - Beatrice de Silva, religiosa portoghese (n. 1424)

## XVI secolo(13)
- 1516 - Hieronymus Bosch, pittore fiammingo (n. 1453)
- 1517 - Alessandro Guasco, vescovo cattolico italiano
- 1524 - Sigismondo d'Este, nobile italiano (n. 1480)
- 1536 - Margherita di Foix-Candale, nobile (n. 1473)
- 1542 - Margaret FitzGerald, nobildonna irlandese
- 1548 - Pietro Lippomano, vescovo cattolico italiano (n. 1504)
- 1561 - Claude de Longwy de Givry, vescovo cattolico e cardinale francese (n. 1481)
- 1570 - Endō Naotsune, militare giapponese (n. 1531)
- 1570 - Makara Naotaka, militare giapponese (n. 1536)
- 1575 - Giulio Contarini, vescovo cattolico italiano (n. 1519)
- 1580 - Metrofane III di Costantinopoli, arcivescovo ortodosso bulgaro (n. 1520)
- 1586 - Mary Dudley, nobile inglese
- 1596 - Cristoforo Castelletti, drammaturgo e poeta italiano

## XVII secolo(17)
- 1601 - Michele il Coraggioso, sovrano rumeno (n. 1558)
- 1611 - Domenico Pinelli, cardinale e vescovo cattolico italiano (n. 1541)
- 1612 - Filippo Luigi II di Hanau-Münzenberg, conte tedesco (n. 1576)
- 1614 - Álvaro II del Congo, re (n. 1565)
- 1623 - Giorgio di Nassau-Dillenburg, nobile tedesco (n. 1562)
- 1632 - Maria Cristina de' Medici, nobildonna italiana (n. 1609)
- 1634 - Pieter de Jode il Vecchio, incisore, editore e pittore fiammingo (n. 1570)
- 1635 - Giovanni II del Palatinato-Zweibrücken, nobile (n. 1584)
- 1646 - Margherita Aldobrandini, sovrana italiana (n. 1588)
- 1647 - Sigismondo Casimiro Vasa, principe polacco (n. 1640)
- 1652 - Frédéric Maurice de La Tour d'Auvergne, nobile e generale francese (n. 1605)
- 1654 - Ettore Capecelatro, giurista, magistrato e politico italiano (n. 1580)
- 1661 - Pieter Danckerts de Rij, pittore olandese (n. 1605)
- 1668 - Jacob Balde, gesuita, poeta e latinista tedesco (n. 1604)
- 1677 - Elisabetta Augusta Christiansdatter, contessa danese (n. 1623)
- 1687 - Niccolò Albergati-Ludovisi, gesuita, arcivescovo cattolico e cardinale italiano (n. 1608)
- 1689 - Dionisio Lazzari, architetto e scultore italiano (n. 1617)

## XVIII secolo(12)
- 1701 - Stanisław Solski, matematico, architetto e gesuita polacco (n. 1622)
- 1720 - Simon Ockley, orientalista e storico inglese (n. 1678)
- 1728 - Gerolamo Francesco Malpasciuto, vescovo cattolico italiano (n. 1656)
- 1735 - Edvige di Meclemburgo-Güstrow, nobildonna tedesca (n. 1666)
- 1738 - Pierre Drevet, incisore francese (n. 1663)
- 1744 - Joseph Wamps, pittore francese (n. 1689)
- 1755 - Giovanni Degli Agostini, scrittore, bibliotecario e francescano italiano (n. 1701)
- 1761 - Fortunato Tamburini, cardinale italiano (n. 1683)
- 1768 - Romualdo Cilli, architetto italiano (n. 1711)
- 1769 - Alexander Drummond, diplomatico e viaggiatore scozzese (n. 1698)
- 1788 - Carl von Imhoff, militare e pittore tedesco (n. 1734)
- 1790 - Ignazio Gaetano Boncompagni Ludovisi, cardinale italiano (n. 1743)

## XIX secolo(59)
- 1801 - Fedele Tirrito, religioso, letterato e pittore italiano (n. 1717)
- 1804 - George Hay, VII marchese di Tweeddale, nobile scozzese (n. 1753)
- 1805 - Nikolaj Aleksandrovič Zubov, generale russo (n. 1763)
- 1807 - Lewis Nicola, militare e scrittore irlandese (n. 1717)
- 1808 - Carlo Bellisomi, cardinale e arcivescovo cattolico italiano (n. 1736)
- 1808 - Carlo Bollani, architetto italiano
- 1809 - Josef Philipp Vukassovich, generale croato (n. 1755)
- 1817 - Leopoldo III di Anhalt-Dessau, principe e duca (n. 1740)
- 1817 - Guglielmina Federica di Württemberg, duca (n. 1764)
- 1818 - Giuseppe Antonio Abbamonte, patriota e politico italiano (n. 1759)
- 1820 - Anders Erikson Sparrman, naturalista svedese (n. 1748)
- 1823 - Charles Cornwallis, II marchese Cornwallis, politico britannico (n. 1774)
- 1824 - Giovanni Domenico Perotti, compositore italiano (n. 1761)
- 1827 - Francesco Saverio De Rogati, giurista, librettista e traduttore italiano (n. 1745)
- 1827 - Marc-Antoine Madeleine Désaugiers, poeta, compositore e drammaturgo francese (n. 1772)
- 1829 - Edward Tiffin, politico statunitense (n. 1766)
- 1832 - Giuseppe Curcio, compositore italiano (n. 1752)
- 1832 - Abdul Rahman Muazzam Shah di Johor, sovrano malese
- 1837 - Carl von Brühl, regista teatrale tedesco (n. 1772)
- 1837 - Giuseppe Fantaguzzi, pittore e disegnatore italiano (n. 1771)
- 1845 - Basileo Giovanni Pasquale Addone, avvocato, rivoluzionario e politico italiano (n. 1772)
- 1848 - Giuseppe Alinovi, pittore italiano (n. 1811)
- 1848 - Giuseppe Giovannetti, militare italiano (n. 1788)
- 1848 - Frederick Marryat, romanziere inglese (n. 1792)
- 1851 - Karl Gützlaff, scrittore e missionario tedesco (n. 1803)
- 1852 - Casimir Lefaucheux, inventore francese (n. 1802)
- 1853 - Josef Hoene-Wronski, filosofo polacco (n. 1776)
- 1854 - Federico Augusto II di Sassonia, re (n. 1797)
- 1861 - Vincent Novello, editore e musicista britannico (n. 1781)
- 1863 - Krishna Bahadur Rana, politico nepalese (n. 1823)
- 1866 - Giuseppe Lella, banchiere e politico italiano (n. 1803)
- 1867 - Francesco Cuzzetti, avvocato e politico italiano (n. 1812)
- 1869 - Giuseppe Puini, architetto italiano (n. 1806)
- 1869 - Ferdinando de Luca, geografo, matematico e politico italiano (n. 1785)
- 1871 - Pietro Savi, botanico italiano (n. 1811)
- 1873 - Marcantonio Bentegodi, dirigente sportivo, politico e filantropo italiano (n. 1818)
- 1874 - Louis Devedeux, pittore francese (n. 1820)
- 1877 - Adolph Albrecht Erlenmeyer, psichiatra e medico tedesco (n. 1822)
- 1877 - Constantin von Briesen, politico prussiano (n. 1821)
- 1880 - Edmond Albius, botanico francese (n. 1829)
- 1881 - Pietro Napoleone Bonaparte, principe francese (n. 1815)
- 1881 - Carlo Massei, avvocato, storico e politico italiano (n. 1793)
- 1881 - Otto Spiegelberg, ginecologo tedesco (n. 1830)
- 1883 - Robert Moffat, missionario scozzese (n. 1795)
- 1884 - Laura Battista, poetessa italiana (n. 1845)
- 1884 - Robert Brown Elliott, politico e avvocato statunitense (n. 1842)
- 1887 - Giacomo Bove, ufficiale e esploratore italiano (n. 1852)
- 1887 - Carlo Gargiolli, filologo italiano (n. 1840)
- 1887 - Vincenzo Riccardi di Lantosca, poeta italiano (n. 1829)
- 1888 - Charles Cros, poeta, inventore e scrittore francese (n. 1842)
- 1889 - Daniele Piccinini, patriota italiano (n. 1830)
- 1890 - Domenico Duranti Valentini, avvocato e politico italiano (n. 1821)
- 1890 - Ambrogio Longoni, politico e militare italiano (n. 1811)
- 1890 - Jeptha Homer Wade, imprenditore statunitense (n. 1811)
- 1892 - James William Denver, politico, generale e avvocato statunitense (n. 1817)
- 1897 - Giuseppe Cimato, patriota italiano (n. 1812)
- 1898 - Gardner Quincy Colton, inventore, dentista e showman statunitense (n. 1814)
- 1899 - Edward Frankland, chimico inglese (n. 1825)
- 1900 - Eduard Formánek, botanico slovacco (n. 1845)

## XX secolo(222)
- 1901 - Enrico d'Orléans, nobile e esploratore francese (n. 1867)
- 1903 - Vincenzo Fuxa, patriota e militare italiano (n. 1820)
- 1904 - Emidio Chiaradia, avvocato e politico italiano (n. 1839)
- 1904 - Friedrich Ratzel, etnologo e geografo tedesco (n. 1844)
- 1904 - George Graham Vest, politico e avvocato statunitense (n. 1830)
- 1905 - Filippo Chiappini, poeta italiano (n. 1836)
- 1906 - Luigi Arrigossi, politico e avvocato italiano (n. 1824)
- 1907 - Josef Julius Wecksell, poeta e drammaturgo finlandese (n. 1838)
- 1909 - Alfons von Rosthorn, ginecologo austriaco (n. 1857)
- 1912 - Candida Maria di Gesù, religiosa spagnola (n. 1845)
- 1912 - Alfred Wills, magistrato, scrittore e alpinista inglese (n. 1828)
- 1913 - Domizio Cavazza, enologo italiano (n. 1856)
- 1913 - John Kemys Spencer-Churchill, militare e politico britannico (n. 1835)
- 1914 - Roque Sáenz Peña, politico e avvocato argentino (n. 1851)
- 1914 - Giorgio Sommer, fotografo tedesco (n. 1834)
- 1915 - Frank Bramley, pittore inglese (n. 1857)
- 1916 - Guido Gozzano, poeta e scrittore italiano (n. 1883)
- 1917 - Giulio Salvatore Del Vecchio, statistico italiano (n. 1845)
- 1918 - Ambrogio di Sarapul, vescovo ortodosso russo (n. 1867)
- 1918 - Marianna Cope, religiosa statunitense (n. 1838)
- 1919 - Ernst Haeckel, biologo, zoologo e filosofo tedesco (n. 1834)
- 1919 - Ruggero Leoncavallo, compositore e librettista italiano (n. 1857)
- 1919 - Herman Myhrberg, calciatore svedese (n. 1889)
- 1920 - Giuseppe Cagna, politico e avvocato italiano (n. 1849)
- 1922 - Rudolf Kjellén, geografo svedese (n. 1864)
- 1923 - Vittorio II di Ratibor, principe tedesco (n. 1847)
- 1924 - Tommaso De Amicis, politico e dermatologo italiano (n. 1838)
- 1924 - L. Rogers Lytton, attore, regista e sceneggiatore statunitense (n. 1867)
- 1927 - Sisowath, re cambogiano (n. 1840)
- 1928 - Giovanni Bacci, politico italiano (n. 1857)
- 1928 - Pasquale Celommi, pittore italiano (n. 1851)
- 1929 - Giuseppe Aureli, pittore italiano (n. 1858)
- 1929 - Giulio Guédoz, militare italiano (n. 1907)
- 1929 - Georgij Nikolaevič di Leuchtenberg, nobile e ufficiale russo (n. 1872)
- 1929 - Heinrich Zille, illustratore e fotografo tedesco (n. 1858)
- 1929 - Maria di Windisch-Grätz, nobile austriaca (n. 1856)
- 1931 - Hermann Schaller, alpinista tedesco (n. 1906)
- 1932 - Sante Ceccherini, generale e schermidore italiano (n. 1863)
- 1932 - John Charles Fields, matematico canadese (n. 1863)
- 1932 - Graham Wallas, insegnante britannico (n. 1858)
- 1934 - Alfred Steux, ciclista su strada belga (n. 1892)
- 1935 - Edmond Goblot, filosofo e sociologo francese (n. 1858)
- 1935 - Walther von Holzhausen, scacchista e compositore di scacchi tedesco (n. 1876)
- 1935 - Pavel Pavlovič Korf, nobile russo (n. 1845)
- 1935 - Ivan Pavlovič Tovstucha, rivoluzionario e politico sovietico (n. 1889)
- 1936 - Florentino Asensio Barroso, vescovo cattolico spagnolo (n. 1877)
- 1936 - Lincoln Steffens, giornalista e attivista statunitense (n. 1866)
- 1936 - Miguel de los Santos Serra y Sucarrats, vescovo cattolico spagnolo (n. 1868)
- 1937 - Ferdinand Canning Scott Schiller, filosofo tedesco (n. 1864)
- 1938 - Leo Frobenius, etnologo e africanista tedesco (n. 1873)
- 1938 - Antonio Loperfido, ingegnere, geografo e geodeta italiano (n. 1859)
- 1940 - Chaim Ozer Grodzinski, rabbino e educatore lituano (n. 1863)
- 1940 - Walter Law, attore e regista statunitense (n. 1876)
- 1940 - Leopold Pamula, aviatore e militare polacco (n. 1898)
- 1940 - George MacDonald, numismatico e archeologo britannico (n. 1862)
- 1940 - Rudolf Thurneysen, linguista svizzero (n. 1857)
- 1942 - Oreste Franzi, imprenditore italiano (n. 1869)
- 1942 - Arnold Genthe, fotografo statunitense (n. 1869)
- 1942 - Edith Stein, monaca cristiana, filosofa e mistica tedesca (n. 1891)
- 1942 - Juan Subercaseaux Errázuriz, arcivescovo cattolico cileno (n. 1896)
- 1942 - Ilse Twardowski-Conrat, scultrice austriaca (n. 1880)
- 1943 - Franz Jägerstätter, austriaco (n. 1907)
- 1943 - Chaïm Soutine, pittore russo (n. 1893)
- 1944 - Bart Adams, golfista statunitense (n. 1866)
- 1944 - Alberts Kviesis, politico lettone (n. 1881)
- 1944 - Ernst Lossa, tedesco (n. 1929)
- 1944 - Mario Novaro, poeta, filosofo e imprenditore italiano (n. 1868)
- 1944 - Felix Nussbaum, pittore tedesco (n. 1904)
- 1944 - Andrea Luigi Paglieri, militare e partigiano italiano (n. 1918)
- 1944 - Giannantonio Prinetti Castelletti, militare e partigiano italiano (n. 1921)
- 1944 - Thomas Schmit, calciatore lussemburghese (n. 1894)
- 1944 - Levi Yitzchak Schneerson, rabbino, mistico e educatore bielorusso (n. 1878)
- 1945 - Harry Hillman, ostacolista e velocista statunitense (n. 1881)
- 1945 - Jakov Aleksandrovič Protazanov, regista cinematografico sovietico (n. 1881)
- 1945 - Charles Sands, golfista e tennista statunitense (n. 1865)
- 1946 - Léon Gaumont, inventore, produttore cinematografico e imprenditore francese (n. 1864)
- 1946 - Ferdinand Marian, attore austriaco (n. 1902)
- 1946 - Ursula Richter, fotografa tedesca (n. 1886)
- 1947 - Giorgio Morelli, partigiano e giornalista italiano (n. 1926)
- 1947 - Reginald Innes Pocock, zoologo, aracnologo e naturalista britannico (n. 1863)
- 1947 - Carlo Romanelli, scultore italiano (n. 1872)
- 1948 - Hugo Boss, stilista tedesco (n. 1885)
- 1948 - Adolfo Levi, filosofo italiano (n. 1878)
- 1948 - Luigi Zappelli, politico italiano (n. 1886)
- 1949 - Harry Davenport, attore e regista statunitense (n. 1866)
- 1949 - Edward Lee Thorndike, psicologo statunitense (n. 1874)
- 1949 - Enrico Verde, ciclista su strada italiano (n. 1892)
- 1950 - Ernst Hollstein, calciatore tedesco (n. 1886)
- 1950 - Jock Stewart, pistard britannico (n. 1883)
- 1951 - Francesco Ferranti, pittore italiano (n. 1873)
- 1952 - Maryam Jahangiri, poetessa, docente e musicista iraniana (n. 1917)
- 1952 - Vladimir Bertol'dovič Vil'ner, regista russo (n. 1885)
- 1953 - Henri Étiévant, attore e regista francese (n. 1870)
- 1953 - Auguste Giroux, rugbista a 15 francese (n. 1874)
- 1953 - Stanislao Silesu, compositore italiano (n. 1883)
- 1954 - Vito Marcantonio, politico e avvocato statunitense (n. 1902)
- 1955 - Henri Verhavert, ginnasta belga (n. 1874)
- 1956 - Tobias Dantzig, matematico lettone (n. 1884)
- 1956 - Carlo Duse, attore, regista e sceneggiatore italiano (n. 1898)
- 1957 - Emilio Bione, baritono italiano (n. 1882)
- 1957 - Carl Clauberg, medico tedesco (n. 1898)
- 1957 - Stephan Petróczy, militare e pioniere dell'aviazione austro-ungarico (n. 1874)
- 1958 - Alessandro Chiavolini, giornalista, scrittore e politico italiano (n. 1889)
- 1958 - Louis D'Angelo, basso-baritono italiano (n. 1888)
- 1958 - Louis Golding, scrittore e sceneggiatore britannico (n. 1895)
- 1958 - Martino Martini, politico italiano (n. 1897)
- 1959 - Emil František Burian, drammaturgo, poeta e giornalista cecoslovacco (n. 1904)
- 1959 - Noboru Ishizaki, ammiraglio giapponese (n. 1893)
- 1960 - Richard Cramer, attore statunitense (n. 1889)
- 1960 - Bernard Ogilvie Dodge, botanico statunitense (n. 1872)
- 1960 - Evelyn Pierce, attrice statunitense (n. 1907)
- 1960 - Wilhelm Schubart, storico e papirologo tedesco (n. 1873)
- 1961 - Walter Bedell Smith, generale statunitense (n. 1895)
- 1961 - Giuseppe Ferruccio Montesano, psicologo e psichiatra italiano (n. 1868)
- 1962 - Hermann Hesse, scrittore, poeta e pittore tedesco (n. 1877)
- 1962 - Hendrik de Iongh, schermidore olandese (n. 1877)
- 1962 - Poul Nielsen, calciatore danese (n. 1891)
- 1962 - Bjørn Rasmussen, calciatore danese (n. 1885)
- 1965 - Amedeo Angeli, bobbista italiano (n. 1911)
- 1965 - Creighton Hale, attore irlandese (n. 1882)
- 1965 - Thomas Percy Hilditch, chimico inglese (n. 1886)
- 1966 - Axel Alfredsson, calciatore svedese (n. 1902)
- 1966 - Henri Fescourt, regista francese (n. 1880)
- 1966 - Ettore Leonida Martin, astronomo italiano (n. 1890)
- 1967 - Gerónimo del Campo, calciatore spagnolo (n. 1902)
- 1967 - Joe Orton, drammaturgo inglese (n. 1933)
- 1967 - Cesare Rossi, sindacalista, giornalista e politico italiano (n. 1887)
- 1967 - Anton Walbrook, attore austriaco (n. 1896)
- 1968 - Federico Cristiano di Sassonia, nobile (n. 1893)
- 1968 - Elmer Holland, politico statunitense (n. 1894)
- 1969 - Robert Lehman, banchiere e filantropo statunitense (n. 1891)
- 1969 - George Preston Marshall, dirigente sportivo statunitense (n. 1896)
- 1969 - Raffaele Numeroso, politico italiano (n. 1886)
- 1969 - Steven Parent, statunitense (n. 1951)
- 1969 - Constantin Parhon, medico e politico rumeno (n. 1874)
- 1969 - Cecil Frank Powell, fisico britannico (n. 1903)
- 1969 - Jay Sebring, imprenditore statunitense (n. 1933)
- 1969 - Sharon Tate, attrice e modella statunitense (n. 1943)
- 1970 - Franco Cobianchi, attore e sceneggiatore italiano (n. 1923)
- 1970 - Riccardo Ravagnan, politico, avvocato e partigiano italiano (n. 1894)
- 1971 - Leslie Kong, produttore discografico giamaicano (n. 1933)
- 1971 - Ángel Médici, calciatore argentino (n. 1897)
- 1971 - Otto Wagener, militare tedesco (n. 1888)
- 1972 - Gaby André, attrice francese (n. 1920)
- 1972 - Hector Martin, ciclista su strada belga (n. 1898)
- 1972 - Antonio Renzi, economista italiano (n. 1895)
- 1972 - Antonino Varvaro, politico italiano (n. 1892)
- 1972 - Ernst von Salomon, scrittore e militare tedesco (n. 1902)
- 1973 - William Aitken, allenatore di calcio scozzese (n. 1894)
- 1973 - Charlie Daniels, nuotatore statunitense (n. 1885)
- 1973 - Ferdinando Trambaiolo, umanista italiano (n. 1914)
- 1974 - Else Alfelt, pittrice danese (n. 1910)
- 1974 - Mildred Couper, compositrice e pianista statunitense (n. 1887)
- 1974 - Carlo Alberto Viterbo, avvocato, giornalista e saggista italiano (n. 1889)
- 1975 - Dmitrij Dmitrievič Šostakovič, compositore e pianista sovietico (n. 1906)
- 1975 - Antonín Vodička, calciatore cecoslovacco (n. 1907)
- 1976 - Jess Kirkpatrick, attore statunitense (n. 1897)
- 1976 - John Roselli, mafioso italiano (n. 1905)
- 1976 - Hermine Schröder, pesista tedesca (n. 1911)
- 1976 - Ida d'Este, partigiana e politica italiana (n. 1917)
- 1977 - Angelo De Palo, medico e dirigente sportivo italiano (n. 1909)
- 1977 - Johanna Decker, psichiatra tedesca (n. 1918)
- 1977 - George Kenney, generale statunitense (n. 1889)
- 1978 - Franco Capaldo, cantante italiano (n. 1901)
- 1978 - James Gould Cozzens, scrittore statunitense (n. 1903)
- 1978 - Lajos Keresztes, lottatore ungherese (n. 1900)
- 1979 - Walter O'Malley, dirigente sportivo statunitense (n. 1903)
- 1979 - Charles Spinasse, politico francese (n. 1893)
- 1979 - Raymond Washington, criminale statunitense (n. 1953)
- 1980 - Jacqueline Cochran, aviatrice statunitense (n. 1906)
- 1980 - Silvio Finotto, calciatore italiano (n. 1913)
- 1980 - Elliott Nugent, regista, attore e sceneggiatore statunitense (n. 1896)
- 1981 - Stane Derganc, ginnasta jugoslavo (n. 1893)
- 1982 - Aleksandr Alekseev, regista russo (n. 1901)
- 1983 - Károly Szittya, pallanuotista ungherese (n. 1918)
- 1984 - Silvio Mazzoli, calciatore italiano (n. 1912)
- 1984 - Walter Tevis, scrittore statunitense (n. 1928)
- 1985 - Horst Gentzen, attore e doppiatore tedesco (n. 1930)
- 1985 - Fred Åkerström, cantante svedese (n. 1937)
- 1986 - Gustav Adolf Nosske, avvocato e agente segreto tedesco (n. 1902)
- 1986 - Luigi Rusca, traduttore, scrittore e dirigente d'azienda italiano (n. 1894)
- 1986 - Ignaz Sigl, calciatore austriaco (n. 1902)
- 1986 - Ruth Teitelbaum, programmatrice statunitense (n. 1924)
- 1987 - Frane Barbieri, giornalista jugoslavo (n. 1923)
- 1987 - August Miete, funzionario tedesco (n. 1908)
- 1988 - Gerd Grieg, attrice norvegese (n. 1895)
- 1988 - Renato Pasquinucci, allenatore di calcio e calciatore italiano (n. 1909)
- 1988 - Giuseppe D'Agostinis, generale e aviatore italiano (n. 1910)
- 1989 - Richard Alexander, attore statunitense (n. 1902)
- 1989 - Corrado Bonfantini, politico e partigiano italiano (n. 1909)
- 1989 - Antonino Pietro Gullotti, politico italiano (n. 1922)
- 1989 - Albert Perikel, ciclista su strada belga (n. 1913)
- 1990 - Dorothy Appleby, attrice statunitense (n. 1906)
- 1990 - William Bosworth Castle, medico statunitense (n. 1897)
- 1990 - Umberto Lombardo, allenatore di calcio e calciatore italiano (n. 1905)
- 1990 - Joe Mercer, calciatore e allenatore di calcio inglese (n. 1914)
- 1991 - Cella Delavrancea, pianista, scrittrice e musicologa rumena (n. 1887)
- 1991 - Schubert Gambetta, calciatore uruguaiano (n. 1920)
- 1991 - Gordan Lederer, fotografo croato (n. 1958)
- 1991 - Rafael Lledó, cestista argentino (n. 1922)
- 1991 - Antonino Scopelliti, magistrato italiano (n. 1935)
- 1991 - Michele Tomaszek, presbitero polacco (n. 1958)
- 1993 - Elena Fabrizi, attrice e conduttrice televisiva italiana (n. 1915)
- 1994 - Aldo Donelli, allenatore di football americano e calciatore statunitense (n. 1907)
- 1994 - Olle Johansson, pallanuotista e nuotatore svedese (n. 1927)
- 1994 - Helena Rasiowa, matematica polacca (n. 1917)
- 1995 - Jerry Garcia, chitarrista, cantante e compositore statunitense (n. 1942)
- 1995 - Fiorenzo Lafranchi, educatore e editore svizzero (n. 1957)
- 1995 - Sergio Telmon, giornalista italiano (n. 1920)
- 1996 - Tokiharu Abe, zoologo, ittiologo e erpetologo giapponese (n. 1911)
- 1996 - May Ayim, poetessa e attivista tedesca (n. 1960)
- 1996 - Lionel Emmett, hockeista su prato indiano (n. 1913)
- 1996 - Marisa Madieri, scrittrice italiana (n. 1938)
- 1996 - Frank Whittle, ingegnere e aviatore britannico (n. 1907)
- 1998 - George Child-Villiers, IX conte di Jersey, nobile e politico britannico (n. 1910)
- 1999 - Jackie Sato, wrestler giapponese (n. 1957)
- 1999 - Willard Swihart, cestista statunitense (n. 1914)
- 1999 - Abraham H. Taub, matematico e fisico statunitense (n. 1911)
- 2000 - John Harsanyi, economista ungherese (n. 1920)
- 2000 - Vitalij Staruchin, calciatore sovietico (n. 1949)
- 2000 - Herb Thomas, pilota automobilistico statunitense (n. 1923)
- 2000 - Lewis Wilson, attore statunitense (n. 1920)

## XXI secolo(152)
- 2001 - Jacky Boxberger, mezzofondista e maratoneta francese (n. 1949)
- 2001 - Guido Mazzoni, politico italiano (n. 1912)
- 2001 - Albino Milani, pilota motociclistico italiano (n. 1910)
- 2001 - Wolfgang Müller-Lauter, filosofo tedesco (n. 1924)
- 2002 - Ruud van Feggelen, pallanuotista e allenatore di pallanuoto olandese (n. 1924)
- 2002 - Jake Fendley, cestista statunitense (n. 1929)
- 2002 - Meredith Gardner, linguista statunitense (n. 1912)
- 2002 - Al Grenert, cestista e allenatore di pallacanestro statunitense (n. 1919)
- 2002 - Roberto Guzmán, attore messicano (n. 1936)
- 2002 - Trần Độ, generale, politico e rivoluzionario vietnamita (n. 1923)
- 2002 - Paul Samson, chitarrista, cantante e produttore discografico britannico (n. 1953)
- 2003 - Jacques Deray, regista, sceneggiatore e produttore cinematografico francese (n. 1929)
- 2003 - Ray Harford, calciatore e allenatore di calcio inglese (n. 1945)
- 2003 - Gregory Hines, ballerino, attore e cantante statunitense (n. 1946)
- 2003 - Lesley Manyathela, calciatore sudafricano (n. 1981)
- 2003 - Trevor Smith, calciatore inglese (n. 1936)
- 2003 - Gerhard Vogt, calciatore tedesco orientale (n. 1934)
- 2004 - Liisi Beckmann, designer e artista finlandese (n. 1924)
- 2004 - John Chaney, cestista e allenatore di pallacanestro statunitense (n. 1920)
- 2004 - Tetsuyasu Mitani, astronomo giapponese (n. 1927)
- 2004 - Tony Mottola, musicista statunitense (n. 1918)
- 2004 - David Raksin, compositore statunitense (n. 1912)
- 2004 - René Taton, storico francese (n. 1915)
- 2004 - Vincenzo Verrastro, politico italiano (n. 1919)
- 2005 - Colette Besson, velocista e mezzofondista francese (n. 1946)
- 2005 - Lanfranco Bombelli, scacchista italiano (n. 1944)
- 2005 - Dorris Bowdon, attrice statunitense (n. 1914)
- 2005 - Marco Cavagna, astronomo italiano (n. 1958)
- 2005 - Stanley DeSantis, attore statunitense (n. 1953)
- 2005 - Giovanni Gavioli, politico italiano (n. 1928)
- 2005 - Philip Julian Klass, giornalista e saggista statunitense (n. 1919)
- 2005 - Matthew McGrory, attore statunitense (n. 1973)
- 2005 - Judith Rossner, scrittrice statunitense (n. 1935)
- 2005 - Francesco Tritto, giurista italiano (n. 1950)
- 2006 - James Van Allen, fisico statunitense (n. 1914)
- 2006 - Mario Baldini, politico italiano (n. 1913)
- 2006 - Diana Bandini Rogliani, italiana (n. 1915)
- 2006 - Gianfranco Bellini, attore, doppiatore e direttore del doppiaggio italiano (n. 1924)
- 2006 - Günter Busch, calciatore tedesco orientale (n. 1930)
- 2006 - Carla Cipriani, sceneggiatrice italiana (n. 1930)
- 2006 - Jenny Gröllmann, attrice tedesca (n. 1947)
- 2006 - Melissa Hayden, ballerina canadese (n. 1923)
- 2007 - Tetsuzo Akutsu, medico giapponese (n. 1922)
- 2007 - René Lavocat, paleontologo e geologo francese (n. 1909)
- 2007 - Ulrich Plenzdorf, scrittore e drammaturgo tedesco (n. 1934)
- 2007 - Giovanni Roma, ciclista su strada italiano (n. 1928)
- 2007 - Vittorino Villani, artigiano e politico italiano (n. 1915)
- 2008 - John P. Costas, ingegnere statunitense (n. 1923)
- 2008 - Mahmoud Darwish, poeta, scrittore e giornalista palestinese (n. 1941)
- 2008 - Bernie Mac, comico, cabarettista e attore statunitense (n. 1957)
- 2008 - Enrico Martellini, dirigente sportivo italiano (n. 1923)
- 2008 - Yodrak Salakjai, cantante e attore thailandese (n. 1956)
- 2009 - Eduardo Falú, chitarrista e compositore argentino (n. 1923)
- 2009 - Massimiliano Fiondella, calciatore italiano (n. 1968)
- 2009 - Norberto Proietti, pittore e scultore italiano (n. 1927)
- 2010 - George DiCenzo, attore, doppiatore e sceneggiatore statunitense (n. 1940)
- 2010 - Fernando Fernández, fumettista spagnolo (n. 1940)
- 2010 - Antonio Pettigrew, velocista statunitense (n. 1967)
- 2010 - Ted Stevens, politico statunitense (n. 1923)
- 2011 - Roberto Busa, gesuita, linguista e informatico italiano (n. 1913)
- 2011 - Yoshihiro Hamaguchi, nuotatore giapponese (n. 1926)
- 2012 - Al Freeman Jr., attore, sceneggiatore e regista statunitense (n. 1934)
- 2012 - Jaime Abdul Gutiérrez, generale e politico salvadoregno (n. 1936)
- 2012 - Mel Stuart, regista, produttore televisivo e sceneggiatore statunitense (n. 1928)
- 2013 - Romano Corsini, fantino italiano (n. 1929)
- 2013 - Vladimir Vikulov, hockeista su ghiaccio sovietico (n. 1946)
- 2014 - Andrij Bal', allenatore di calcio e calciatore ucraino (n. 1958)
- 2014 - Manuel Caldeira, calciatore portoghese (n. 1926)
- 2014 - J.E. Freeman, attore e poeta statunitense (n. 1946)
- 2014 - Eddie Nash, criminale statunitense (n. 1929)
- 2014 - Ed Nelson, attore statunitense (n. 1928)
- 2014 - Piero Persico, calciatore e allenatore di calcio italiano (n. 1930)
- 2015 - Rasim Aliyev, giornalista azero (n. 1984)
- 2015 - Antonio Climati, direttore della fotografia e regista italiano (n. 1931)
- 2015 - Frank Gifford, giocatore di football americano statunitense (n. 1930)
- 2015 - Jack Gold, regista britannico (n. 1930)
- 2015 - John Henry Holland, fisico, matematico e informatico statunitense (n. 1929)
- 2015 - Walter Nahún López, calciatore honduregno (n. 1977)
- 2015 - Adile Montanari, calciatore italiano (n. 1924)
- 2015 - Jonathan Ollivier, ballerino britannico (n. 1977)
- 2016 - Miguel José Asurmendi Aramendia, vescovo cattolico spagnolo (n. 1940)
- 2016 - Giuseppe Baldocci, diplomatico italiano (n. 1937)
- 2016 - Karl Bögelein, calciatore e allenatore di calcio tedesco (n. 1927)
- 2016 - Fabio Garriba, attore italiano (n. 1944)
- 2016 - Francesco Greco, magistrato italiano (n. 1918)
- 2016 - Gerald Grosvenor, VI duca di Westminster, nobile, imprenditore e militare britannico (n. 1951)
- 2016 - Siegbert Horn, canoista tedesco (n. 1950)
- 2017 - Mario Cataldi, politico e avvocato italiano (n. 1922)
- 2017 - Carlo Chimenti, costituzionalista italiano (n. 1930)
- 2017 - Lando Macchi, calciatore italiano (n. 1930)
- 2017 - Al McCandless, politico statunitense (n. 1927)
- 2017 - Marián Varga, compositore e pianista slovacco (n. 1947)
- 2018 - Mario Alinei, linguista italiano (n. 1926)
- 2018 - Mino Trafeli, scultore e partigiano italiano (n. 1922)
- 2019 - Altair Gomes de Figueiredo, calciatore brasiliano (n. 1938)
- 2019 - Fahrudin Jusufi, calciatore e allenatore di calcio jugoslavo (n. 1939)
- 2019 - Robert LeBuhn, cestista statunitense (n. 1932)
- 2019 - Oscar Malbernat, allenatore di calcio e calciatore argentino (n. 1944)
- 2019 - Franz Georg Meußdoerffer, biochimico e insegnante tedesco (n. 1949)
- 2019 - Mauro Tuccini, calciatore italiano (n. 1928)
- 2020 - Lorella Bernardoni, cestista italiana (n. 1958)
- 2020 - Martin Birch, produttore discografico britannico (n. 1948)
- 2020 - Anna Maria Bottini, attrice italiana (n. 1916)
- 2020 - Amedeo Bressa, calciatore e allenatore di calcio italiano (n. 1933)
- 2020 - Calaway H. Dodson, botanico statunitense (n. 1928)
- 2020 - Kamala, wrestler statunitense (n. 1950)
- 2020 - Kurt Luedtke, sceneggiatore statunitense (n. 1939)
- 2020 - Franca Valeri, attrice italiana (n. 1920)
- 2021 - Lester Bird, politico antiguo-barbudano (n. 1938)
- 2021 - Alex Cord, attore statunitense (n. 1933)
- 2021 - Juan Carlos Domínguez, calciatore argentino (n. 1943)
- 2021 - Patricia Hitchcock, attrice e produttrice cinematografica britannica (n. 1928)
- 2021 - Annette Muller, scrittrice francese (n. 1933)
- 2021 - Nadir Tedeschi, politico italiano (n. 1930)
- 2021 - Walter Yetnikoff, imprenditore statunitense (n. 1933)
- 2022 - Raymond Briggs, illustratore, fumettista e scrittore britannico (n. 1934)
- 2022 - Johann-Tönjes Cassens, giurista e politico tedesco (n. 1932)
- 2022 - Ingemar Erlandsson, calciatore svedese (n. 1957)
- 2022 - Nicholas Evans, giornalista, scrittore e produttore televisivo inglese (n. 1950)
- 2022 - Mario Fiorentini, partigiano, agente segreto e matematico italiano (n. 1918)
- 2022 - Mick Jones, allenatore di calcio e calciatore inglese (n. 1947)
- 2022 - Gene LeBell, judoka e wrestler statunitense (n. 1932)
- 2022 - Luigi Lucherini, politico italiano (n. 1930)
- 2022 - Donald Edward Machholz, astronomo statunitense (n. 1952)
- 2022 - Mario Minieri, ciclista su strada italiano (n. 1938)
- 2022 - Alberto Orzan, calciatore italiano (n. 1931)
- 2022 - Nikolaj Nikitovič Sljun'kov, politico sovietico (n. 1929)
- 2022 - Aparicio Velázquez, cestista paraguaiano (n. 1932)
- 2022 - Alberto Ventura, islamista e orientalista italiano (n. 1953)
- 2023 - Sean Dawkins, giocatore di football americano statunitense (n. 1971)
- 2023 - Ita Ever, attrice estone (n. 1931)
- 2023 - Peppino Gagliardi, cantante e polistrumentista italiano (n. 1940)
- 2023 - Doreen Mantle, attrice sudafricana (n. 1926)
- 2023 - Aleksandar Matanović, scacchista serbo (n. 1930)
- 2023 - Robbie Robertson, cantante, polistrumentista e compositore canadese (n. 1943)
- 2023 - Véronique Trillet-Lenoir, oncologa e politica francese (n. 1957)
- 2023 - Vera Vasil'eva, attrice sovietica (n. 1925)
- 2023 - Fernando Villavicencio, politico e giornalista ecuadoriano (n. 1963)
- 2024 - Agostino Cordova, magistrato italiano (n. 1936)
- 2024 - Edit Getova, cestista e politica bulgara (n. 1955)
- 2024 - Elena Magoia, attrice e doppiatrice italiana (n. 1934)
- 2024 - Lebohang Morula, calciatore sudafricano (n. 1966)
- 2024 - Vincenzo Nacci, allenatore di pallavolo e pallavolista italiano (n. 1965)
- 2024 - Feliks Niedziółka, calciatore polacco (n. 1945)
- 2024 - Lee Spetner, fisico e biofisico statunitense (n. 1927)
- 2024 - Kevin Sullivan, wrestler statunitense (n. 1949)
- 2024 - Susan Wojcicki, imprenditrice statunitense (n. 1968)
- 2025 - Ivan Ivanovič Krasko, attore russo (n. 1930)
- 2025 - Stanislao Loffreda, francescano, presbitero e archeologo italiano (n. 1932)
- 2025 - Theodoros Pallas, calciatore greco (n. 1949)
- 2025 - Ludovico Peregrini, autore televisivo e personaggio televisivo italiano (n. 1943)
- 2025 - Nobuo Yamada, cantante giapponese (n. 1964)

## Senza anno specificato(1)
- Eleonora d'Angiò, principessa (n. 1289)